# Fullerton station (Metrolink)
La  Estación Fullerton (en inglés: Fullerton station), es una estación de tren regional de la línea 91/Perris Valley y línea Orange County de Metrolink en Fullerton, California, área regional de Los Ángeles en Estados Unidos. 

## Descripción
La estación original se construyó en 1888 por el Ferrocarril de Atchison, Topeka y Santa Fe, la segunda por Union Pacific en 1923. La estación original Santa Fe fue demolida y reemplazada por un depot nuevo en 1930. El tercer depot fue construida por Pacific Electric en 1918. Las dos depots originales se unieron al Registro Nacional de Lugares Históricos de Estados Unidos, el 5 de febrero de 1992. La estación Metrolink moderna se inauguró el 28 de marzo de 1993 con servicio de la línea Orange County. Cuenta con dos andenes de plataforma laterales y con 1,321 aparcamientos. La estación es propiedad de la ciudad de Fullerton. La línea 91/Perris Valley inauguró servicio el 6 de mayo de 2002. El tren de línea Orange County es de Los Ángeles en el norte y Oceanside en el sur. La línea 91/Perris Valley es de Perris en el este a Los Ángeles en el oeste.

## Servicio
La estación Fullerton recibe el servicio de 14 trenes de la línea 91/Perris Valley de Metrolink (7 en cada dirección) entre semana. El servicio de fin de semana consta de 4 trenes (2 en cada dirección) tanto los sábados como los domingos.
También recibe 26 trenes de la línea Orange County (13 en cada dirección) y 4 trenes en fin de semana.

## Conexiones
- Orange County bus - (OCTA) ruta: 26, 43, 47, 123, 143 y 543.
- Amtrak Thruway - ruta: 1 y 39
- Amtrak - Southwest Chief

## Lugares de interés
- Downtown Fullerton